# 茵芋碱
茵芋碱（英語：Skimmianine），别名β-花椒碱（英語：β-Fagarine）、缎木碱（英語：Chloroxylonine），是从日本茵芋（Skimmia japonica）以及一些原产于日本和中国的芸香科植物中发现的一种呋喃喹啉生物碱。其是一种乙酰胆碱酯酶强抑制剂。

## 生物合成
生物合成茵芋碱以芸香科植物含量很多的邻氨基苯甲酸为原料。其通过与邻氨基苯甲酸乙酸酯结合，形成邻氨基苯甲酰辅酶A作为起始单元，通过克莱森缩合反应与丙二酰辅酶A连接，延长侧链，然后经环化生成内酰胺，生成杂环体系，随后二烯醇变成4-羟基喹诺酮互变异构体，即4-羟基-2-喹诺酮。
喹诺酮生成后，在C-3位引入二甲基烯丙基二磷酸酯，发生烷基化反应。随后发生二甲基烯丙基侧链的环化，形成新的称为Platydesmine的杂五元环。随后，Platydesmine通过氧化裂解反应生成中间体，中间体失去异丙基，生成白鲜碱（dictamine）。最后，白鲜碱经羟基化生成茵芋碱。

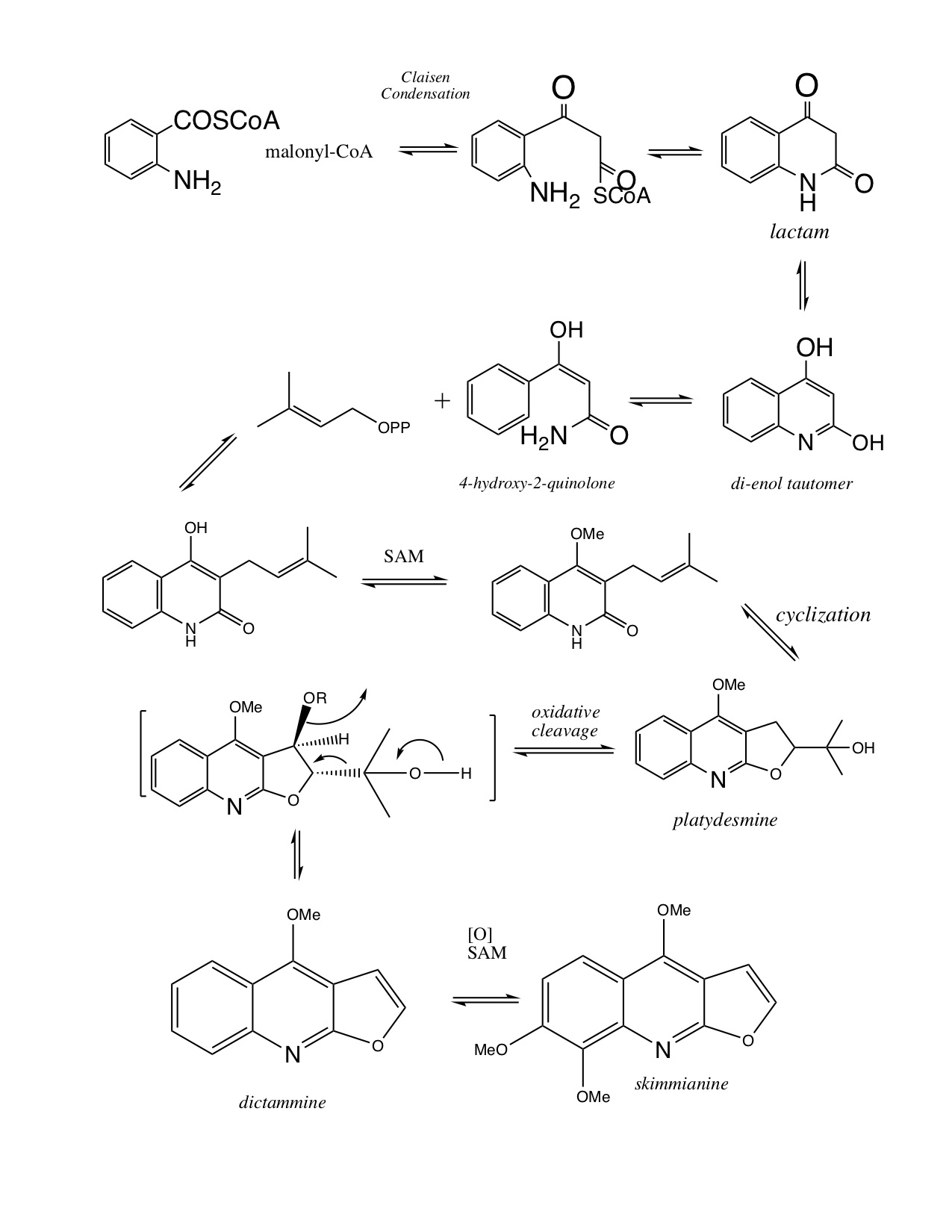
茵芋碱和生物合成过程